# Рунавуйк
Рунавуйк (фар. Runavík) — населённый пункт, расположенный на острове Эстурой, одном из островов Фарерского архипелага.
Рунавуйк расположен на восточном берегу Скоала-фьорда, севернее муниципалитета Нес и является административным центром одноимённого муниципалитета.
Население посёлка — 470 человек (2006). Посёлок основан в 1916 году, а современное название получил в 1938 году.
В гавани построен крупный рыбный порт с перерабатывающей фабрикой.
В Рунавуйке играет муниципальный футбольный клуб «НСИ Рунавик», в 2007 году ставший чемпионом страны.

## Галерея

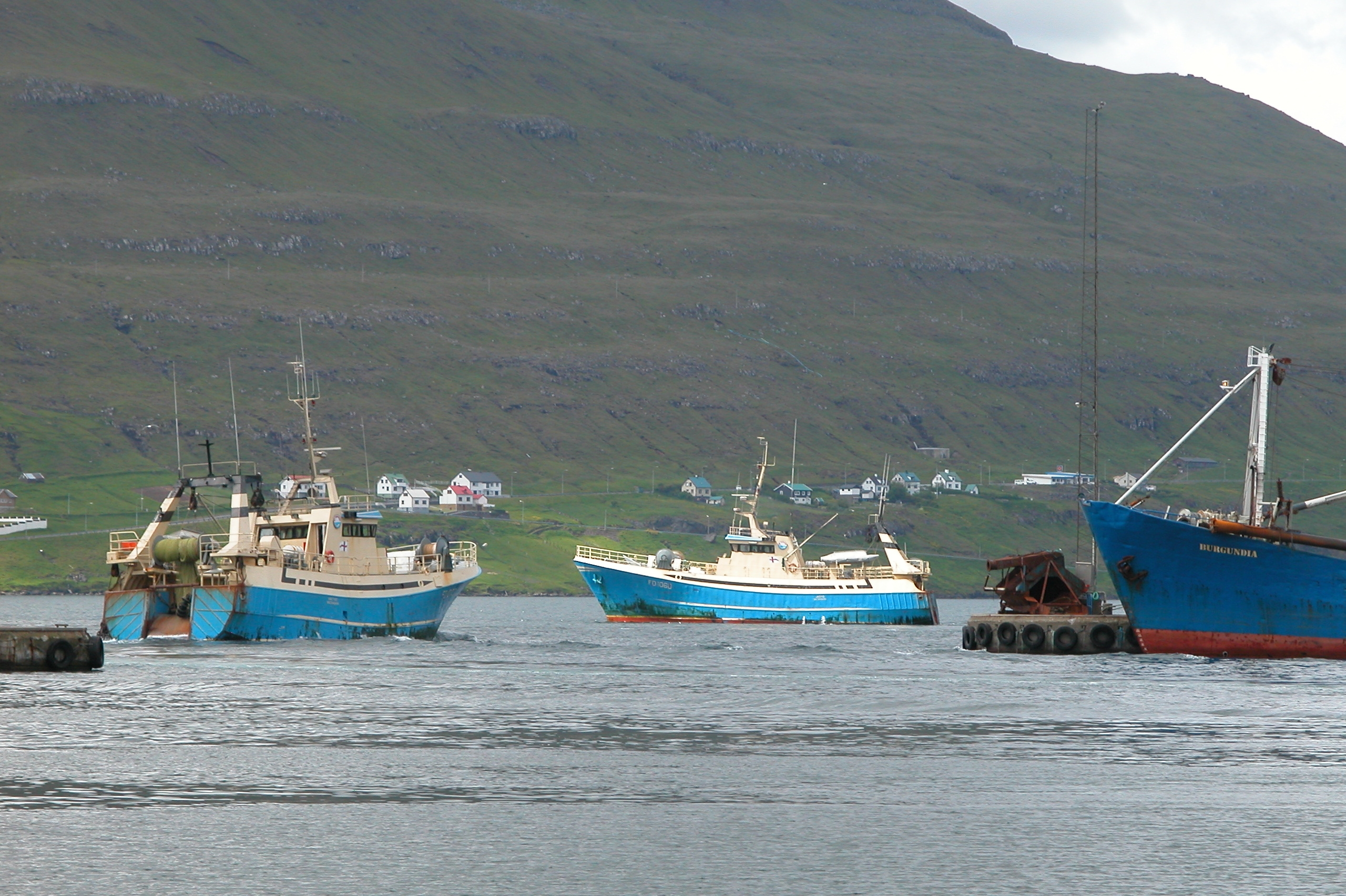
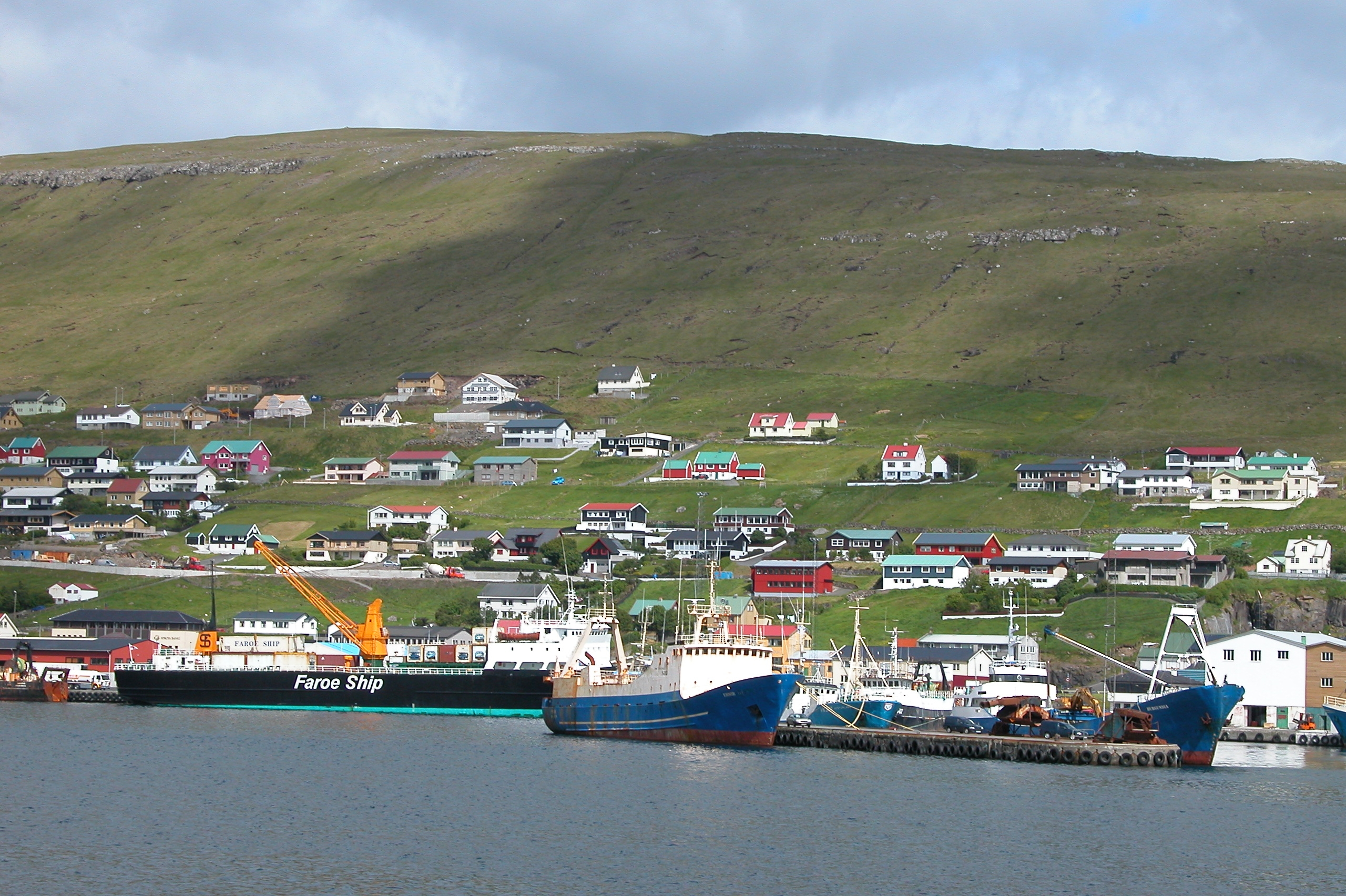
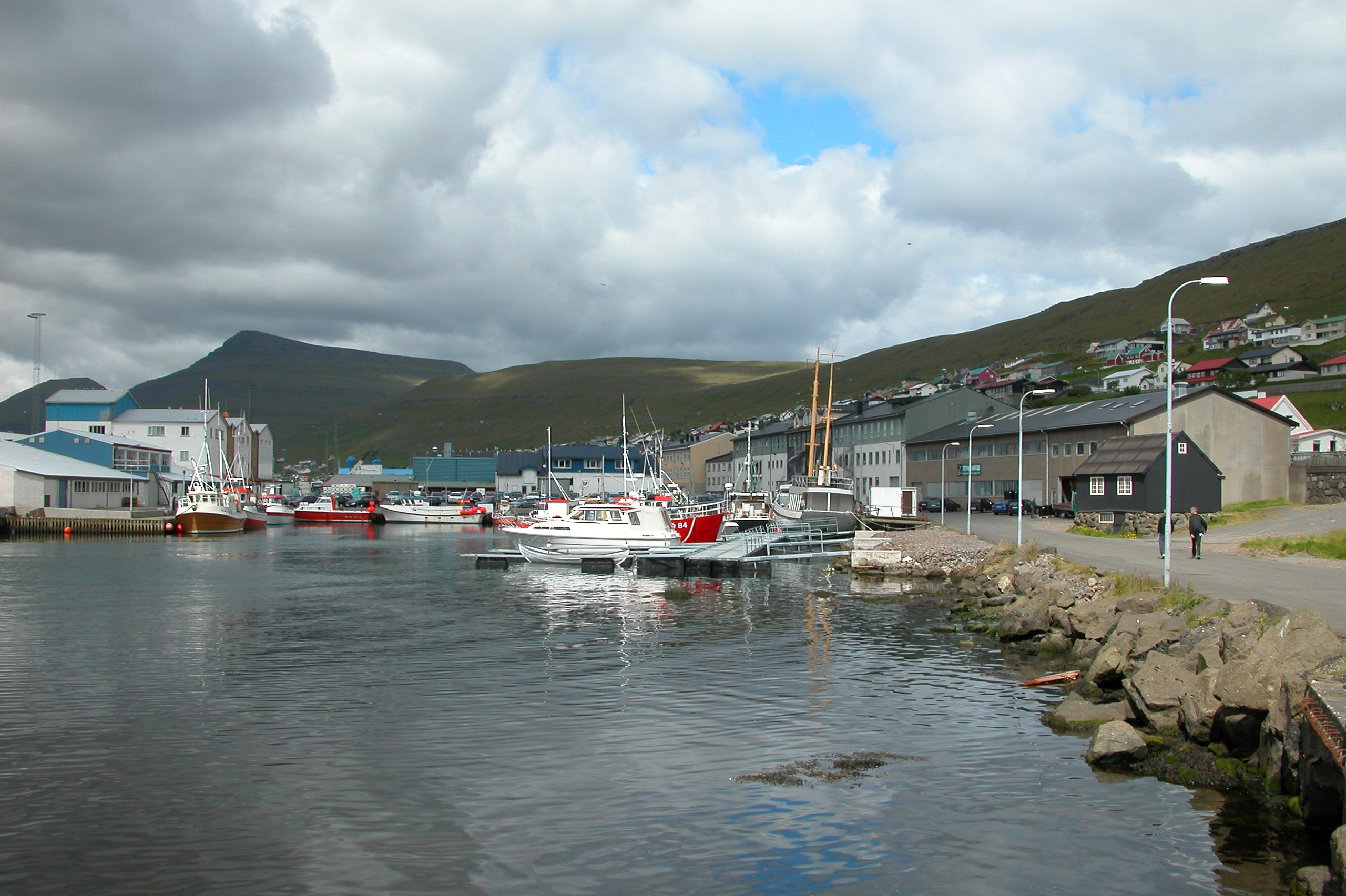